# Xylocopa cantabrita
Xylocopa cantabrita är en biart som beskrevs av Amédée Louis Michel Lepeletier 1841. Den ingår i släktet snickarbin, och familjen långtungebin. Inga underarter finns listade i Catalogue of Life.

## Beskrivning
Xylocopa cantabrita är ett stort, hårigt, humleliknande snickarbi med en kroppslängd mellan 20 och 25 mm. Huvud och mellankropp, inkluderande benen, är täckta av ljusbrun päls, antennerna är svarta, ögonen grå, och vingarna halvgenomskinligt mörkbruna. Bakkroppen är randig i ljusbrunt och grått. Till skillnad från många andra arter i släktet saknar Xylocopa cantabrita helt något metalliskt skimmer.

## Utbredning
Arten är vitt spridd i Spanien, även om den inte är särskilt vanlig. Vidare finns den i Portugal, sydligaste Frankrike och i Mellanatlas i Marocko.

## Ekologi
Xylocopa cantabrita är starkt specialiserad på grästrädsväxter och flyger nästan enbart till Asphodelus ramosus. I Spanien har även arten setts på den kransblommiga växtarten Phlomis herba-venti (en lejonsvans) och på arter ur salviasläktet (även detta kransblommigt), medan i Frankrike enstaka individer har påträffats på ärtväxtarten Anthyllis montana och den kransblommiga växtarten Sideritis scordioides (en sårmynta).
Arten är solitär, det vill säga icke-social, och likt andra arter i släktet Xylocopa bygger den bon i dött trä. I cederstammar i Atlasbergen påträffades flera halvmeterlånga gallerier av gångar. Förutom i cedrar antas arten även bygga bon i stammar av idegran och bok.